# برند کلوتز
برند کلوتز (انگلیسی: Bernd Klotz؛ زادهٔ ۸ سپتامبر ۱۹۵۸) بازیکن فوتبال اهل آلمان است.
از باشگاه‌هایی که در آن بازی کرده‌است می‌توان به باشگاه فوتبال فورتونا دوسلدورف، باشگاه فوتبال بروسیا دورتموند، باشگاه فوتبال اس‌سی فورتونا کلن، و باشگاه فوتبال اشتوتگارت اشاره کرد.